# 和田七·七骚乱
和田七·七骚乱，是1995年7月7日发生在中国新疆维吾尔自治区和田市的骚乱，和田市、中共和田地委、和田地区行署、公安机关均成為衝擊對象。

## 背景
和田市拜吐拉清真寺位于和田地区行署后侧，1994年扩建后，该寺哈提甫（主持）利用讲经宣传“圣战史”。1995年7月6日，和田市宗教管理与统战部门决定撤换该清真寺的哈提甫，但他已经发展了几个骨干。撤换后，其手下向民眾控訴“我们的哈提甫被地委抓走了”、“是对穆斯林的迫害”。

## 过程
1995年7月7日，上述骨干等人呼喊“安拉艾克拜”（真主至大）、“汉人从新疆滚出去”口号，鼓动400多名维吾尔族群众涌向中共和田地委大院示威，随后一些人冲进中共和田地委办公楼和和田地区公安处办公驻地进行打砸抢。根据官方统计，在此次“和田市‘7·7’严重打砸抢骚乱事件”中，66名公安干警、武警官兵和地委机关干部被打伤，其中重伤7人。公安和武警其後拘捕了部分參與事件的首要人士，事后法办8人。后来，新疆维吾尔自治区政府将煽动者定性为恐怖分子。

## 事后
1996年1月2日，洛浦县山普鲁乡查获了有关和田七·七事件的录音带一盘，其內容声称揭露了該事件背後的“真相”。不過政府認為该录音带所述的內容「严重背离事实，目的是煽动群众反对政府。」